# Múzquiz (estación)
Múzquiz es una de las estaciones que forman parte del Metro de Ciudad de México, perteneciente a la Línea B. Se ubica al oriente del Estado de México, en el municipio de Ecatepec de Morelos.

## Información general
Su nombre hace referencia a la colonia Melchor Múzquiz, ubicada cerca de la estación, aunque esta realmente se encuentra en la colonia Valle de Aragón 3.ª sección. La silueta que identifica a esta estación es la del presidente Melchor Múzquiz.

## Afluencia
En su correspondencia con la línea B el número total de usuarios, en esta estación, para el 2014 fue de 10,844,773 usuarios, el número de usuarios promedio para el mismo año fue el siguiente:
| Tipo de día   | Afluencia promedio |
| ------------- | ------------------ |
| Día festivo   | 19,757             |
| Día laboral   | 32,311             |
| Fin de semana | 24,274             |
| Anual         | 29,712             |

Y así se ha visto la afluencia de la estación en los últimos 10 años:
| Afluencia Anual de Pasajeros | Afluencia Anual de Pasajeros | Afluencia Anual de Pasajeros | Afluencia Anual de Pasajeros | Afluencia Anual de Pasajeros | Afluencia Anual de Pasajeros |
| ---------------------------- | ---------------------------- | ---------------------------- | ---------------------------- | ---------------------------- | ---------------------------- |
| Año                          | Afluencia                    | A Diario                     | Puesto                       | Aumento%                     | Ref.                         |
| 2023                         | 8,676,623                    | 23,771                       | 33°/195                      | -4.41%                       | [ 3 ]                        |
| 2022                         | 9,077,067                    | 24,868                       | 23°/195                      | +26.02%                      | [ 3 ]                        |
| 2021                         | 7,202,836                    | 19,733                       | 24°/195                      | +54.55%                      | [ 4 ]                        |
| 2020                         | 4,660,458                    | 12,733                       | 70°/195                      | -58.56%                      | [ 5 ]                        |
| 2019                         | 11,246,650                   | 30,812                       | 39°/195                      | +0.38%                       | [ 6 ]                        |
| 2018                         | 11,204,236                   | 30,696                       | 39°/195                      | +1.50%                       | [ 7 ]                        |
| 2017                         | 11,039,075                   | 30,244                       | 41°/195                      | -7.85%                       | [ 8 ]                        |
| 2016                         | 11,979,577                   | 32,731                       | 35°/195                      | -0.10%                       | [ 9 ]                        |
| 2015                         | 11,991,588                   | 32,853                       | 34°/195                      | -0.72%                       | [ 10 ]                       |
| 2014                         | 12,078,962                   | 33,093                       | 34°/195                      | -5.02%                       | [ 11 ]                       |

## Salidas de la estación
- Norte: Avenida Central y Valle del Guadiana Colonia Valle de Aragón 3a. Sección.
- Nororiente: Avenida Central y Valle del Henares Colonia Valle de Aragón 3a. Sección.
- Sur: Avenida Central y Valle del Guadiana Colonia Valle de Aragón 3a. Sección.
- Suroriente: Avenida Central y Valle del Guadiana Colonia Valle de Aragón 3a. Sección.